# Швейцария на зимних Олимпийских играх 1988
Швейцария на зимних Олимпийских играх 1988 в Калгари была представлена 70 атлетами. Сборная завоевала 15 комплектов наград и заняла в общекомандном зачёте третье место.

## Медалисты

### Золото (5)
| Золото |                                                          |                                               |
| №      | Спортсмены                                               | Вид спорта (дисциплина)                       |
| 1      | Френи Шнайдер                                            | Горнолыжный спорт (слалом, женщины)           |
| 2      | Френи Шнайдер                                            | Горнолыжный спорт (слалом-гигант, женщины)    |
| 3      | Пирмин Цурбригген                                        | Горнолыжный спорт (скоростной спуск, мужчины) |
| 4      | Эккехард Фассер Курт Майер Марсель Фесслер Вернер Штокер | Бобслей (мужчины-четвёрка)                    |
| 5      | Ипполит Кемпф                                            | Лыжное двоеборье (одиночное)                  |

### Серебро (5)
| Серебро |                                           |                                               |
| №       | Спортсмены                                | Вид спорта (дисциплина)                       |
| 1       | Бригитт Эртли                             | Горнолыжный спорт (скоростной спуск, женщины) |
| 2       | Микела Фиджини                            | Горнолыжный спорт (супер-гигант, женщины)     |
| 3       | Бригитт Эртли                             | Горнолыжный спорт (комбинация, женщины)       |
| 4       | Петер Мюллер                              | Горнолыжный спорт (скоростной спуск, мужчины) |
| 5       | Андреас Шаад Ипполит Кемпф Фреди Гланцман | Лыжное двоеборье (эстафета 3 x 10 км)         |

### Бронза (5)
| Бронза |                    |                                            |
| №      | Спортсмены         | Вид спорта (дисциплина)                    |
| 1      | Мария Валлизер     | Горнолыжный спорт (слалом-гигант, женщины) |
| 2      | Мария Валлизер     | Горнолыжный спорт (комбинация, женщины)    |
| 3      | Пирмин Цурбригген  | Горнолыжный спорт (слалом-гигант, мужчины) |
| 4      | Пауль Аккола       | Горнолыжный спорт (комбинация, мужчины)    |
| 5      | Анди Грюненфельдер | Лыжные гонки (50 км свободным стилем)      |